# Johann Joseph von Prechtl

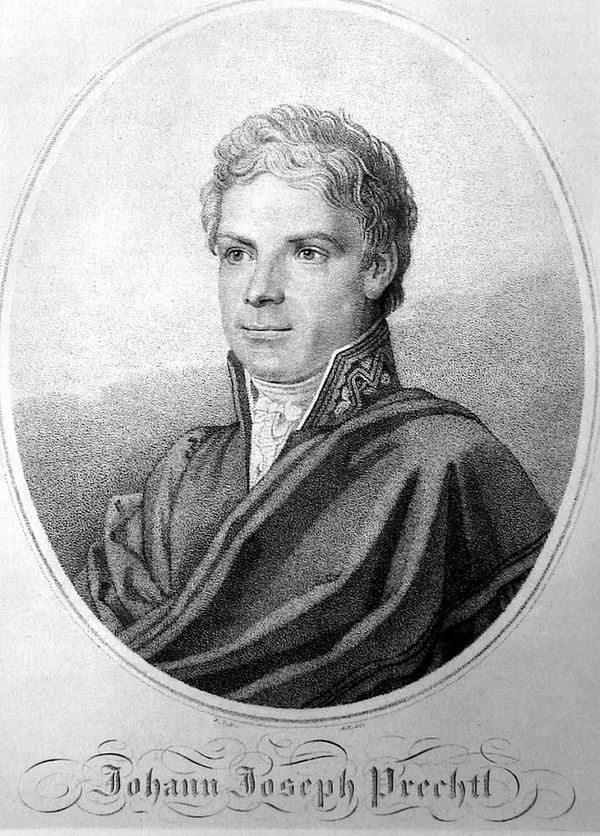
Johann Josef von Prechtl, um 1815

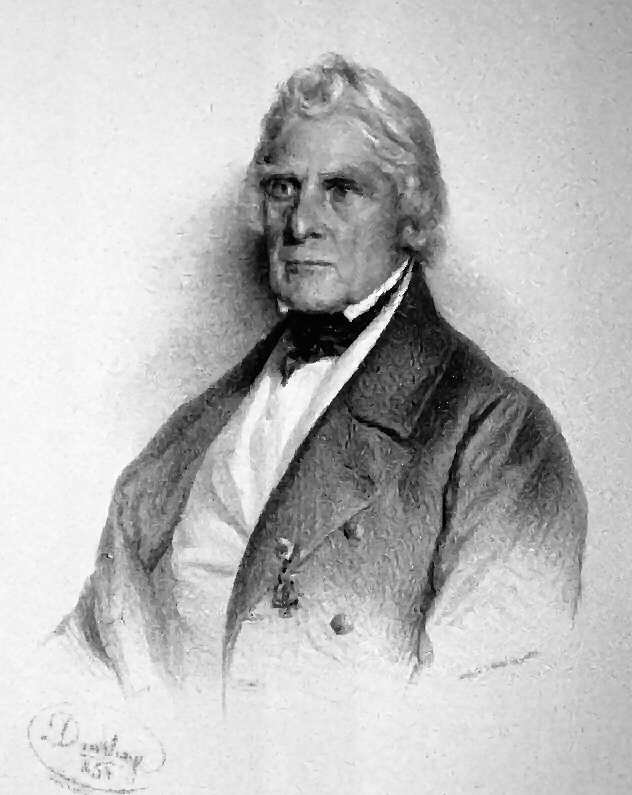
Johann Josef von Prechtl, Lithographie von Adolf Dauthage, 1854

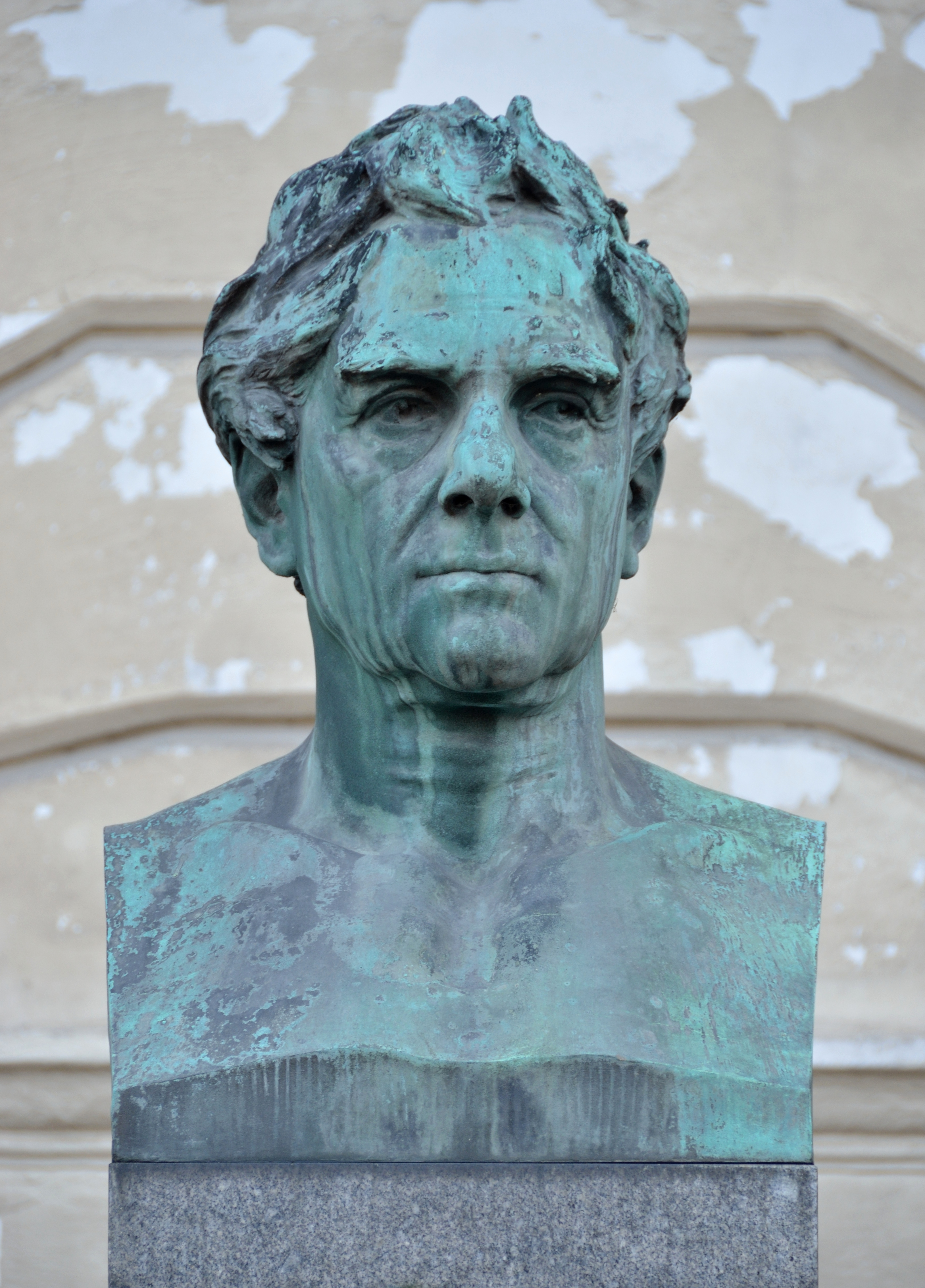
Büste vor der TU Wien

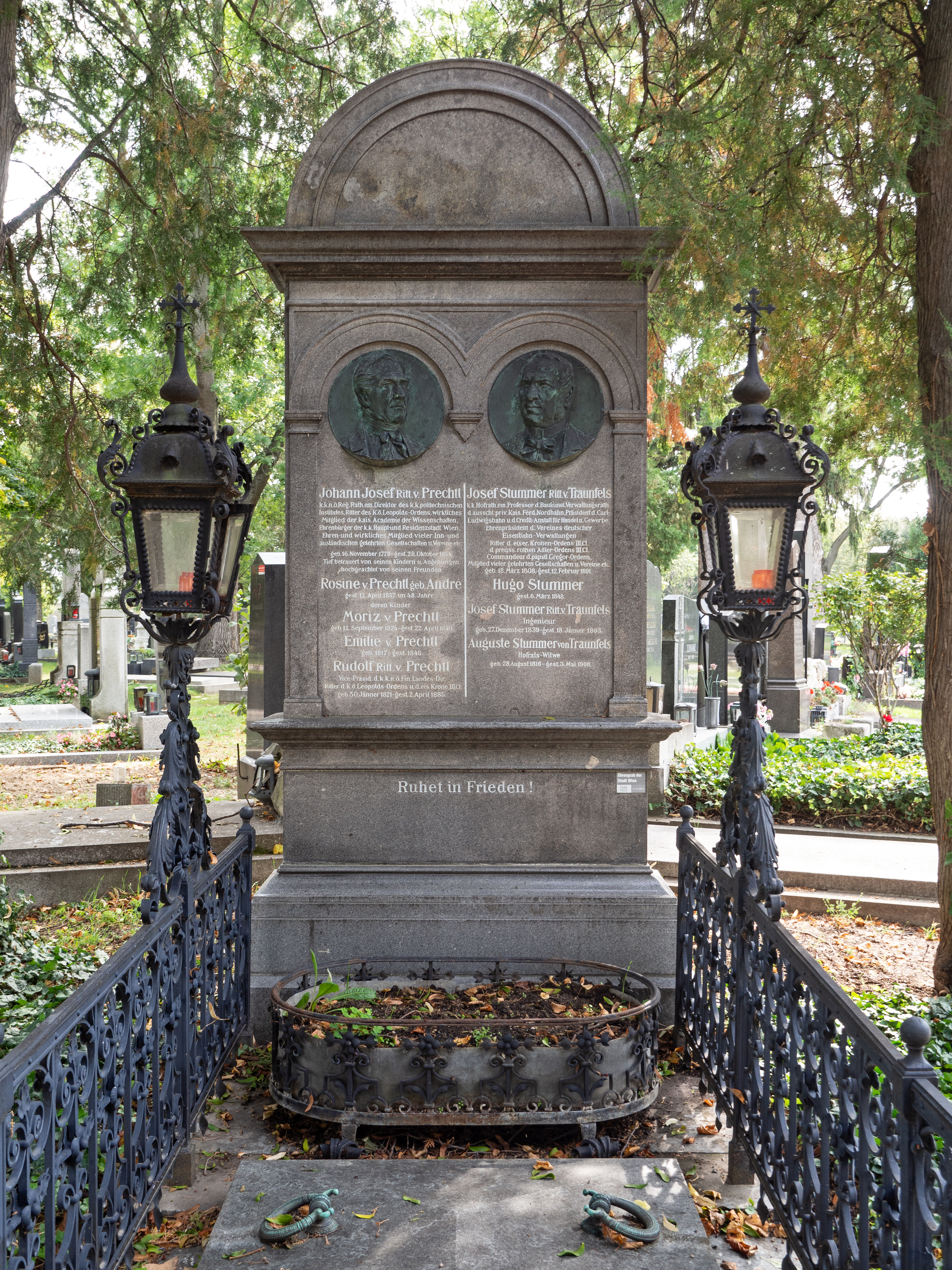
Grabstätte der Familien Prechtl und Stummer von Traunfels auf dem Wiener Zentralfriedhof

Johann Joseph Prechtl, seit 1849 Ritter von Prechtl (* 16. November 1778 in Bischofsheim; † 28. Oktober 1854 in Wien) war ein österreichischer Technologe.

## Leben
Prechtl studierte zuerst an der Universität Würzburg Rechtswissenschaften. Ab 1802 ging er in Wien einer Tätigkeit beim Reichsrat nach. Zeitweise war er Hauslehrer der Familie  von Graf Johann Taaffe in Brünn. Während dieser Zeit tätigte er zahlreiche physikalische und chemische Experimente und schrieb eines der ersten Bücher über Erziehung mit einem antiautoritären Ansatz. 1805 erhielt er für seine Abhandlung über die Physik des Feuers einen Preis der Königlich-Niederländischen Akademie der Wissenschaften.
Mit 31 Jahren berief man Prechtl zur Errichtung einer Real- und Navigationsschule in Triest, deren Leitung er auch übernahm und bis 1810 innehatte.
Anschließend ging er zurück nach Wien, wo er nach längeren Vorarbeiten das Polytechnische Institut Wien (heute Technische Universität Wien) gründete und in den Jahren 1815 bis 1849 ihm als Direktor vorstand. Von Prechtl stammt die z. T. heute noch erkennbare Verfassung und Organisation.
Neben der Tätigkeit am Polytechnikum beschäftigte er sich mit dem Vogelflug, wobei er die Natur beobachtete und versuchte, Grundlagen zum Fliegen zu schaffen. Diese Abhandlungen zählen zu den ersten theoretischen Betrachtungen des Fliegens. Er untersuchte dabei aber nicht nur die Formen der Flügel, sondern die gesamte Anatomie der Vögel. Bei diesen sowohl experimentell als auch mathematischen Versuchen stieß er auch auf die
Flugmaschine Jakob Degens.
Weitere Forschungen betrafen die öffentliche Gasbeleuchtung. Diese Forschungen führte er gemeinsam mit Johann Arzberger durch. Mit ihm zusammen errichtete er 1816 eine der ersten größeren gastechnischen Erzeugungsanlagen für die Gewinnung von Leuchtgas aus Steinkohle in Wien.
Johann Josef von Prechtl starb am 28. Oktober 1854 im Alter von 76 Jahren in Wien und wurde, ebenso wie sein Schwiegersohn Josef Stummer von Traunfels, auf dem Wiener Zentralfriedhof in einem ehrenhalber gewidmeten Grab beigesetzt (Tor 2, Gruppe 43D, Reihe 1, Nr. G1).

## Auszeichnungen
- seit 1818 korrespondierendes Mitglied der Bayerischen Akademie der Wissenschaften.
- 1846 Ehrenbürger der Stadt Wien
- seit 1847 Mitglied der Österreichischen Akademie der Wissenschaften.
- 1849 Ritterkreuz des Leopold-Ordens,[1] infolge der Ordensstatuten Erhebung in den erblichen österreichischen Ritterstand

## Würdigung
Im Jahr 1886 wurde in Wien-Alsergrund (9. Bezirk) die Prechtlgasse nach ihm benannt.
In Würdigung seiner großen Verdienste stiftete das Professorenkollegium der Technischen Universität Wien 1950 die Johann Joseph Ritter von Prechtl-Medaille.
Diese höchste Auszeichnung, die das Professorenkollegium vergeben kann, wird für bedeutende Leistungen auf den Gebieten der Ingenieur- und Naturwissenschaften sowie der Architektur verliehen.
Im Jahr 1965 wurde eine 25-Schilling-Silbermünze anlässlich des 150-jährigen Bestehens der TU Wien herausgegeben.

## Werke
- Ueber die Fehler der Erziehung vorzüglich in Hinsicht auf die gesellschaftlichen Uebel (1804, neu herausgegeben von Christian Hantschk, Wien 1994)
- Anleitung zur zweckmäßigen Einrichtung des Apparates zur Beleuchtung mit Steinkohlengas. Gerold, Wien 1817.
- Grundlehren der Chemie in technischer Beziehung (1813–1815)
- Herausgeber der "Technologische Encyklopädie oder alphabetisches Handbuch der Technologie, der technischen Chemie und des Maschinenwesens.",  Cotta-Verlag, Stuttgart 1830–1869, 20 Bände, 5 Supplement-Bände und 8 Atlasbände, insgesamt 33 Bände